# إيزامو تشو
إيزامو تشو (باليابانية: 長勇؛ بالكانا: ちょう いさむ) هو عسكري ياباني، ولد في 19 يناير 1895 في فوكوكا في اليابان، وتوفي في 23 يونيو 1945 في أوكيناوا في اليابان بسبب طعن.